# Alpha Ethniki 1972-1973
L'Alpha Ethniki 1972-1973 fu la 37ª edizione della massima serie del campionato di calcio greco, conclusa con la vittoria del Olympiacos, al suo diciottesimo titolo.
Capocannoniere del torneo fu Antōnīs Antōniadīs (Panathīnaïkos), con 22 reti.

## Formula
Le squadre partecipanti furono 18 e disputarono un girone di andata e ritorno per un totale di 34 partite.
Alle 17 squadre greche si aggiunsero i campioni del campionato cipriota della stagione precedente.
Le squadre retrocesse furono tre: nel caso la squadra cipriota fosse una di queste verrebbe sostituita dai campioni della stagione in corso e la quindicesima classificata diventerebbe la terza squadra greca retrocessa.
Il punteggio prevedeva tre punti per la vittoria, due per il pareggio e uno per la sconfitta.
Il Panathinaikos fu penalizzato di tre punti mentre l'Omonia di 1 punto.
Le squadre ammesse alle coppe europee furono quattro: i campioni alla Coppa dei Campioni 1973-1974, la vincitrice della coppa nazionale alla Coppa delle Coppe 1973-1974 e seconda e terza classificata alla Coppa UEFA 1973-1974.

## Squadre partecipanti
| Squadra          | Città      | Stadio | Stagione 1971-1972 |
| ---------------- | ---------- | ------ | ------------------ |
| AEK Atene        | Atene      |        | 3°                 |
| Arīs Salonicco   | Salonicco  |        | 4°                 |
| Atromītos        | Peristeri  |        | Beta Ethniki       |
| Egaleo           | Egaleo     |        | 11°                |
| Ethnikos Pireo   | Il Pireo   |        | 8°                 |
| Fostiras         | Tavros     |        | 14°                |
| Īraklīs          | Salonicco  |        | 9°                 |
| Kalamata         | Calamata   |        | Beta Ethniki       |
| Kavala           | Kavala     |        | 10°                |
| Olympiacos       | Il Pireo   |        | 2°                 |
| Olympiakos Volos | Volos      |        | 13°                |
| Omonia           | Nicosia    |        | Campione di Cipro  |
| Panachaïkī       | Patrasso   |        | 6°                 |
| Panathīnaïkos    | Atene      |        | Campione di Grecia |
| Paniōnios        | Nea Smyrnī |        | 7°                 |
| Panserraïkos     | Serres     |        | Beta Ethniki       |
| PAOK             | Salonicco  |        | 5°                 |
| Trikala          | Trikala    |        | 12°                |

## Classifica finale
|                   | Pos. | Squadra          | Pt | G  | V  | N  | P  | GF | GS | DR  |
| ----------------- | ---- | ---------------- | -- | -- | -- | -- | -- | -- | -- | --- |
| Grecia (bandiera) | 1.   | Olympiacos       | 94 | 34 | 27 | 6  | 1  | 72 | 13 | +59 |
|                   | 2.   | PAOK             | 92 | 34 | 27 | 4  | 3  | 75 | 24 | +51 |
|                   | 3.   | Panathīnaïkos    | 82 | 34 | 22 | 7  | 5  | 89 | 29 | +60 |
|                   | 4.   | Panachaïkī       | 78 | 34 | 16 | 12 | 6  | 42 | 27 | +15 |
|                   | 5.   | AEK Atene        | 71 | 34 | 13 | 11 | 10 | 39 | 36 | +3  |
|                   | 6.   | Ethnikos Pireo   | 69 | 34 | 10 | 15 | 9  | 35 | 32 | +3  |
|                   | 7.   | Paniōnios        | 69 | 34 | 13 | 9  | 12 | 41 | 39 | +2  |
|                   | 8.   | Īraklīs          | 69 | 34 | 11 | 13 | 10 | 42 | 39 | +3  |
|                   | 9.   | Arīs Salonicco   | 69 | 34 | 13 | 9  | 12 | 38 | 36 | +2  |
|                   | 10.  | Kavala           | 64 | 34 | 8  | 14 | 12 | 32 | 38 | -6  |
|                   | 11.  | Egaleo           | 64 | 34 | 11 | 8  | 15 | 30 | 47 | -17 |
|                   | 12.  | Olympiakos Volos | 63 | 34 | 10 | 9  | 15 | 25 | 42 | -17 |
|                   | 13.  | Fostiras         | 62 | 34 | 10 | 8  | 16 | 23 | 39 | -16 |
|                   | 14.  | Panserraïkos     | 61 | 34 | 6  | 15 | 13 | 27 | 47 | -20 |
|                   | 15.  | Kalamata         | 60 | 34 | 8  | 10 | 16 | 30 | 45 | -15 |
|                   | 16.  | Atromītos        | 58 | 34 | 7  | 10 | 17 | 17 | 49 | -32 |
|                   | 17.  | Trikala          | 53 | 34 | 5  | 9  | 20 | 26 | 52 | -26 |
|                   | 18.  | Omonia           | 42 | 34 | 1  | 7  | 26 | 22 | 71 | -49 |

Legenda:

      Campione di Grecia
      Ammesso alla Coppa UEFA
      Ammesso alla Coppa delle Coppe
      Retrocesso in Beta Ethniki
Note:

Tre punti a vittoria, due a pareggio, uno a sconfitta.
Panathinaikos penalizzato di 3 punti; Omonia penalizzato di 1 punto

### Verdetti
- Olympiacos campione di Grecia 1972-73 e qualificato alla Coppa dei Campioni
- PAOK Salonicco qualificato alla Coppa delle Coppe
- Panathinaikos e Panachaiki qualificati alla Coppa UEFA
- Kalamata, Atromitos, Trikala retrocesse in Beta Ethniki.
- Omonia Nicosia torna nel campionato cipriota di calcio.